# JoWooD Entertainment
JoWooD Entertainment AG (anciennement appelée JoWood Productions Software AG) était une société autrichienne de développement et d'édition de jeux vidéo fondée en 1995. Au cours de ses seize années d’existence, JoWooD a développé et publié plus de quarante jeu et vendus des centaines de milliers de copies de titres[réf. nécessaire], incluant notamment Gothic II, Arcania: Gothic 4 et les versions Wii de Yoga : The First 100% Experience et Sam and Max : Sauvez le monde. L'entreprise fait faillite en 2011 et certaines de ses activités subsistent au sein de THQ Nordic.

## Histoire
JoWooD Productions Software AG est créée en 1995 à Ebensee par Dieter Bernauer, Johann Reitinger, Johann Schilcher, et Andreas Tobler. En 1997, la société développe un jeu de simulation économique intitulée Industy Giant qui connait un certain succès commercial avec 800 000 exemplaires vendus dans le monde. La société se développe rapidement, procédant à l’acquisition de plusieurs studios de développement : Ravensburger Interactive et sa filiale Fishtank Interactive en 2002, puis DreamCatcher Interactive, en novembre 2006, avec l'intention de s'implanter sur le marché nord-américain. 
En 2006, après des difficultés financières et une coopération avec Koch Media GmbH, JoWooD met fin à toutes ses activités de développement et ne se consacre plus qu’a ses activités d’édition. En octobre 2009, l'entreprise est renommée JoWooD Entertainment AG.
En raison des ventes décevantes de ses jeux phares et notamment Arcania: Gothic 4, JoWood a demandé le 7 janvier 2011 un concordat judiciaire auprès du Tribunal de Commerce de Vienne. Ce dernier ayant échoué et les négociations avec de potentiels investisseurs également, le 21 avril 2011, JoWood est officiellement menacé de faillite et le 16 août 2011, tous les actifs sont vendus à Nordic Games (aujourd'hui THQ Nordic)[réf. nécessaire].

## Liste des jeux édités (non exhaustive)
- 1914: The Great War
- Against Rome
- Aladdin Chess
- Alien Nations
- Aquadelic
- AquaNox 1
- AquaNox 2
- Arx Fatalis
- Australia zoo
- Besieger
- Chaser
- Cultures 2 : Les Portes d'Asgard
- Europa 1400 : Les Marchands du Moyen Âge (Europa 1400 : The guild)
- Flyboys
- Gorky 17
- Gothic II
- Gothic III
- Gothic 3: Forsaken Gods
- Gorasul : L'Héritage du dragon
- Arcania: Gothic 4
- The Golden Horde
- Hotel Giant
- Industy Giant (en)
- Industry Giant II
- Industry Giant II : 1980 - 2020
- King of the Road
- Un voisin d'enfer ! (2003)
- Un voisin d'enfer ! 2 : En vacances (2004)
- Legend of Kay
- Painkiller: Overdose (en)
- Painkiller Redemption
- Painkiller Resurrection
- Pusher
- Railroad Pioneer
- Rally Trophy
- Safecracker : Expert en cambriolage
- Ski racing
- Söldner: Secret Wars
- Spaceforce: Rogue Universe
- Spellforce : Breath of winter et SpellForce: Shadow of the Phoenix, add-on de Spellforce: The Order of Dawn
- SpellForce 2: Shadow Wars
- Stargate SG-1: The Alliance (annulé)
- The Guild 2 (suite de Europa 1400)
- The Nations (suite de Alien Nations)
- Traffic Giant
- Transport Giant
- Transport Giant: Down Under
- Word War III: Black Gold
- Zax: The Alien Hunter

Cette société semble être la seule à avoir sorti un blu-ray de jeux sur PC avec la compilation 30:1 paru en 2009.